# 탐나는도다 (드라마)
《탐나는도다》는 MBC에서 2009년 8월 8일부터 9월 27일까지 매주 토요일, 일요일 밤 7시 55분에 방영한 드라마이다. 탐라 해녀 장버진(서우)과 한양에서 귀양 온 선비 박규(임주환) 그리고 탐라에 표류된 영국 청년 윌리엄(황찬빈)을 중심으로 탐라와 한양에서 펼쳐지는 좌충우돌 이야기를 담고 있다. 정혜나의 만화 《탐나는도다》가 원작이다. 소설로도 출판되었다.

## 줄거리
1640년 영국 브라이튼에서 살던 윌리엄(황찬빈)은 동양에 대한 호기심에 어머니 몰래 일본인 친구인 얀(이선호)과 함께 나가사키로 향한다. 나가사키로 떠나던 도중 폭우를 만나고, 윌리엄은 탐라도(제주도의 옛 이름)로 떠밀려간다. 한편, 한양에서 탐라로 귀양 온 박규(임주환)는 조상의 제사상에서 장버진(서우)을 만나게 되는데….

## 등장 인물

### 주요 인물
- 서우 : 장버진(18세) 역 - 탐라도 해녀
- 임주환 :박규(26세) 역 - 귀양선비
- 황찬빈 : 윌리엄 J. 스펜서(21세) 역 - 영국 런던 출신
- 김민주 : 서린(33세) 역 (아역 : 임시은) - 상단 서린 대표
- 이선호 : 가와무라 얀 역 - 동인도회사 상인

### 버진네 사람들
- 김미경 : 최잠녀(38세) 역 - 버진의 어머니, 잠녀군단의 리더
- 변우민 : 장원빈(37세) 역 (특별출연) - 버진의 아버지, 제주 최고의 미중년
- 김유정 : 장버설(7세) 역 - 버진의 동생, 그림을 잘 그림.

### 박규네 사람들
- 양희경 : 엄씨부인(42세) 역 - 박규의 어머니
- 이호재 : 박철(47세) - 박규의 아버지, 노블리스 오블리제의 실천가
- 황춘하 : 봉삼(20대 후반) 역 - 박규의 어머니가 붙여준 몸종 겸 첩자
- 황은정 : 복년 역

### 서린 상단 사람들
- 서범식 : 전치용 역 (아역 : 엄태구) - 서린의 수족
- 박준 : 송처사(35세) 역 - 서린 상단의 처사, 서린의 최측근

### 탐라 인물들
- 박웅 : 정인견(53세) 역 - 제주 제사장
- 이호성 : 할아방(66세) 역 - 일명 ‘미친 할아방’
- 조승연 : 김이방(41세) 역 - 관리
- 방은희 : 고바순(37세) 역 - 잠녀, 최잠녀와 라이벌
- 정주리 : 한끝분(18세) - 고바순의 딸, 버진의 친구
- 김호원 : 향돌이(10대 후반) 역 - 제주 제사장의 충복
- 유태웅 : 한필립(15세) 역 - 버진을 정혼자라 우기는 꼬마

### 한양 인물들
- 장경아 : 홍시연(18세) 역 - 형조판서 홍참 대간의 딸
- 김병춘 : 안참봉(50대) 역 - 사헌부 내 박규의 충복
- 송귀현 : 홍구락 역 - 병조판서
- 로버트 할리 : 박연(46세) 역 - 네덜란드 사람
- 이병준 : 인조(46세) 역
- 소영돈 : 소현세자(29세) 역

### 그 외
- 김영무 : 이경산 역 - 서린의 아버지
- 권태원 : 사헌부 집의 역
- 이순성 : 김포졸 역 - 포졸
- 김용호 : 억관 역 - 포졸
- 구본임 : 종달의 어머니 역 - 잠녀
- 김영선 : 양순의 어머니 역 - 잠녀
- 김용석 : 한쩍벌 역
- 조문의 : 조달의 아버지 역
- 박희진 : 종달 역 - 버진의 친구
- 이별임 : 종순 역 - 버진의 친구
- 남명렬 : 가와무라 게이스케 역 - 얀의 아버지
- 우현

### 특별출연
- 이한위 : 도공 이사평 역 - 강진에서 버진 일행에게 은신처 제공하는 짝뚱 명품 도자기 생산자
- 이정섭 : 김훈장 역 - 양반가 규수 신부수업 전문 훈장

## 관련 이야기
- 드라마의 70%가 사전제작으로 이루어져 다른 드라마에서 볼 수 없는 화려하고 생생한 CG와 제주도의 아름다운 영상미로 많은 호평을 받았다. 사전제작된 영상의 우수함과 배우들의 탄탄한 연기력 그리고 신선한 설정으로 많은 매니아층을 형성했고 명품드라마라는 평가를 받기도 했다.[1][2]
- 당초 70분 20부작으로 기획되었으나 편성을 받는 과정에서 60분 20부로 줄어들었고, 주말극으로 배정됨에 따라(편성의 어려움으로 주말극에 배정되었고 이것은 낮은 시청률의 원인이 되기도 했다.) 결국엔 저조한 시청률로 16부로 조기종영하는 아픔을 겪는다. 이에 시청자들은 '조기종영반대운동'[3][4][5]을 펼치기도 했다. 이러한 팬들의 노력으로 결국 탐나는 도다 완결판 DVD가 출시되었다. 완결판 DVD에는 MBC에서 방영됐던 16부작의 영상을 재편집해 방송과는 다른 새로운 21부작의 본편 영상, 현장메이킹, NG컷, CG메이킹, 미공개 감독·제작자 코멘터리 등이 포함되어 있다.[6]
- 올리브 네트워크에서 21부작 완결판 방송을 2011년 1월 14일 방영하였다.

## DVD
- 탐나는 도다 - 21부작 MBC 드라마 감독판 (13 Disc) 출시[7]

## 같이 보기
- 만화(원작) : 탐나는도다

## 시청률
최저 시청률과 최고 시청률은 시청률 조사회사와 지역별로 시청률에 차이가 있을 수 있습니다.
| 제1회  | 8월 8일  | 6.5% | 6.7% |
| 제2회  | 8월 9일  | 5.8% | 5.6% |
| 제3회  | 8월 15일 | 5.6% | 5.5% |
| 제4회  | 8월 16일 | 5.5% | 4.7% |
| 제5회  | 8월 22일 | 5.3% | 4.6% |
| 제6회  | 8월 23일 | 4.6% | 3.9% |
| 제7회  | 8월 29일 | 6.0% | 5.3% |
| 제8회  | 8월 30일 | 5.8% | 5.6% |
| 제9회  | 9월 5일  | 5.4% | 5.4% |
| 제10회 | 9월 6일  | 5.4% | 5.5% |
| 제11회 | 9월 12일 | 6.2% | 6.4% |
| 제12회 | 9월 13일 | 6.3% | 5.9% |
| 제13회 | 9월 19일 | 5.6% | 5.3% |
| 제14회 | 9월 20일 | 5.4% | 5.1% |
| 제15회 | 9월 26일 | 6.1% | 5.9% |
| 제16회 | 9월 27일 | 5.6% | 5.9% |

## 경쟁 프로그램
- 사랑은 아무나 하나 (SBS)
- 천만번 사랑해 (SBS)
- 솔약국집 아들들 (KBS 2TV)